# Reina del cielo (antigüedad)

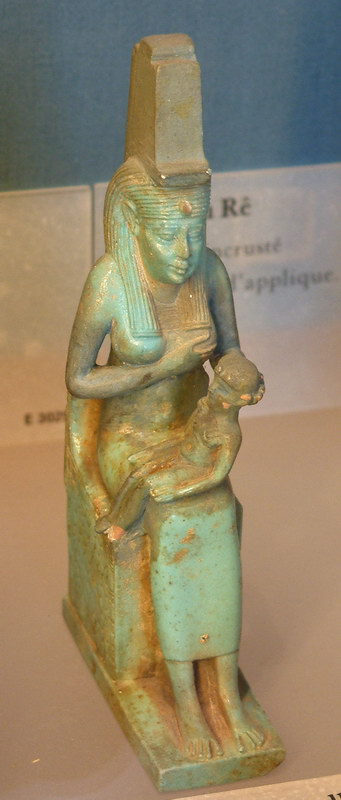
Estatua de Isis amamantando a su hijo, conservada en el museo del Louvre.

Reina del cielo era un título dado a un número de antiguas diosas del cielo adoradas en todo el Mediterráneo y el Cercano Oriente durante los tiempos antiguos. Entre las diosas a las que se refiere el título se encuentran Inanna, Anat, Isis, Ishtar, Astarté y posiblemente Asera (por el profeta Jeremías). En la época grecorromana Hera, y en su aspecto romano Juno llevaban este título. Las formas y el contenido del culto variaban.

## Inanna

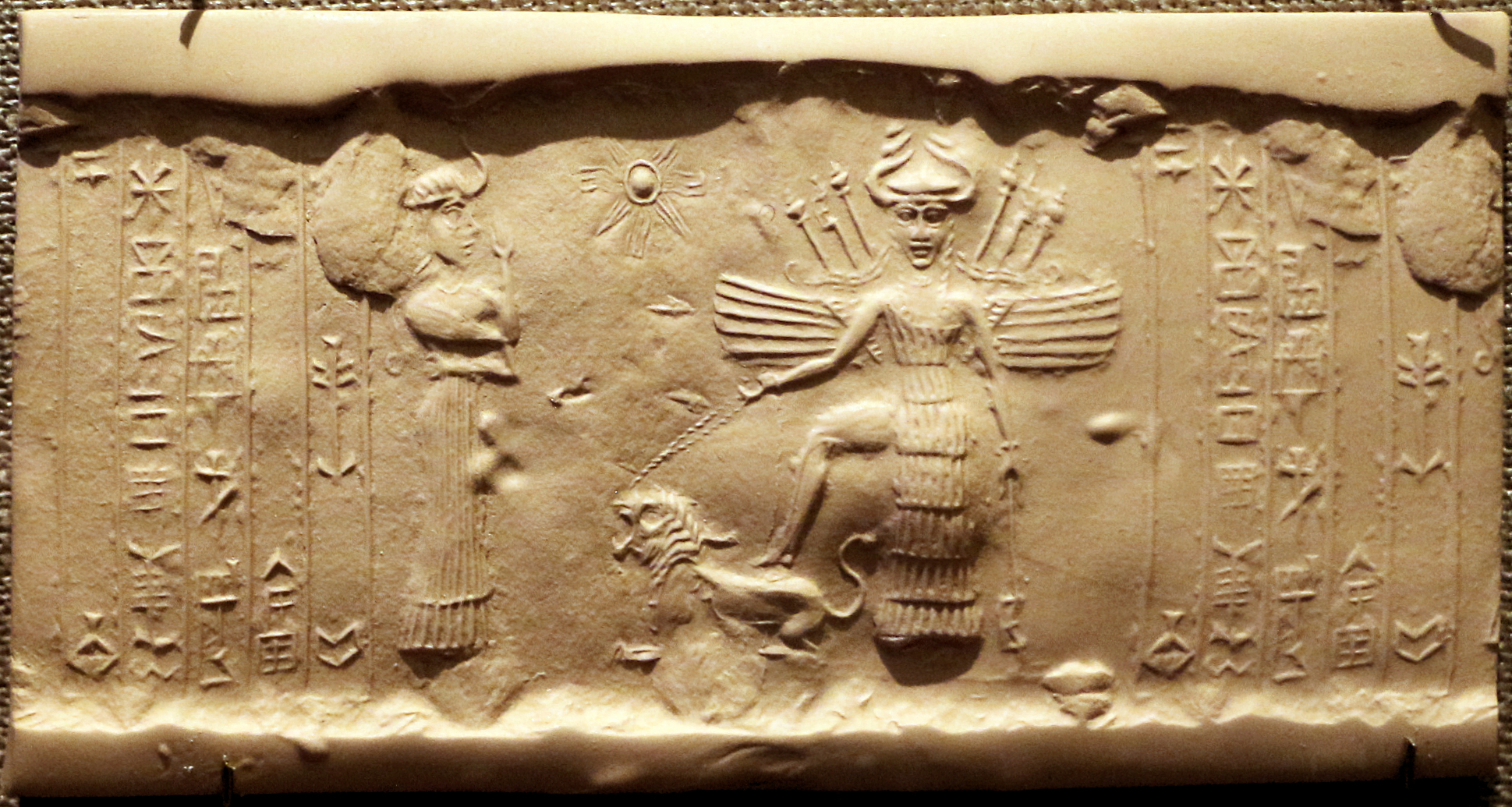
Antiguo sello cilíndrico acadio que representa a la diosa Inanna descansando su pie en el lomo de un león mientras Ninshubur está de pie frente suyo, c. 2334-2154 a. C.

Inanna era la diosa sumeria del amor y la guerra. A pesar de su asociación con el apareamiento y la fertilidad de los humanos y animales, Inanna no era una diosa madre, y rara vez se asocia con el parto.  Inanna también se asoció con la lluvia y las tormentas y con el planeta Venus.
Aunque el título de reina del cielo se aplicaba a menudo a muchas diosas diferentes a lo largo de la antigüedad, Inanna es a quien se le da el título más veces. De hecho, su nombre se deriva comúnmente del Nin-anna que literalmente significa «reina de los cielos» en sumerio antiguo —proviene de las palabras NIN que significa «dama» y AN que significa «cielo»—, aunque el signo cuneiforme de su nombre (Borger 2003 nr. 153, U+12239 𒈹) no es históricamente una ligadura de las dos. En varios mitos, Inanna es descrita como la hija de Nanna, el antiguo dios sumerio de la Luna. Sin embargo, en otros textos, a menudo se la describe como la hija de Enki o de Anu. Estas dificultades han llevado a algunos asiriólogos tempranos a sugerir que Inanna pudo haber sido originalmente una diosa proto-evaluada, posiblemente relacionada con la diosa madre hurrita Hannahannah, aceptada en el último momento en el panteón sumerio, una idea apoyada por su juventud, y que, a diferencia de las otras divinidades sumerias, al principio no tenía ninguna esfera de responsabilidades. La opinión de que había un lenguaje de sustrato pre euprimógeno en el sur de Irak antes del sumerio no es ampliamente aceptada por los asiriólogos modernos. En Sumeria, Inanna fue aclamada como «reina del cielo» en el tercer milenio a. C. En el Imperio acadio, al norte, fue adorada más tarde como Ishtar. En el «descenso sumerio de Inanna», cuando Inanna es desafiada en las puertas más lejanas del inframundo, ella responde:

Soy Inanna, reina del cielo,

En mi camino hacia el este

Su culto estaba profundamente arraigado en Mesopotamia y entre los cananeos del oeste. F. F. Bruce describe una transformación de una Venus como deidad masculina en Ishtar, una diosa femenina por los acadios. Vincula a Ishtar, Tammuz, Innini, Ma (Capadocia), Mami, Dingir-Mah, Cibeles, Agdistis, Pessinuntica y la Madre Idaña al culto de una gran diosa madre.

## Astarté
La diosa, la reina del cielo, a cuya adoración se opuso el profeta Jeremías tan vehementemente, pudo haber sido posiblemente Astarté, que es el nombre de una diosa conocida en las regiones semíticas del noroeste, relacionada en nombre, origen y funciones con la diosa Ishtar en los textos mesopotámicos. Otra transliteración es 'Ashtart; otros nombres para la diosa incluyen el hebreo עשתרת (transliterado Ashtoreth), el ugáritico ṯtrt (también Aṯtart o Athtart), el acadio DAs-tar-tú (también Astartu) y el etrusco Uni-Astre (Láminas de Pirgi).

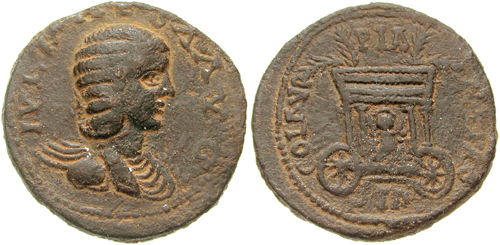
Astarté montada en su carro, con cuatro ramas que sobresalen del techo, en el reverso de una moneda de Julia Mesa de Sidón.

De acuerdo con el erudito Mark S. Smith, Astarté puede ser la encarnación de la Edad de Bronce (hasta el 1200 a. C.) en Astarot.
Astarté estaba conectada con la fertilidad, la sexualidad y la guerra. Sus símbolos eran el león, el caballo, la esfinge, la paloma y una estrella dentro de un círculo que indicaba el  planeta Venus. Las representaciones pictóricas a menudo la muestran desnuda. Fue aceptada por los griegos bajo el nombre de Afrodita. La isla de Chipre, uno de los mayores centros de fe de Astarté, proporcionó el nombre Cypris como el nombre más común de Afrodita. Astarot era adorada en el antiguo Israel como la consorte de El y en Judá como la consorte de Yahweh y reina del cielo —los hebreos horneaban pequeños pasteles para celebrar su festival—:

¿No ves lo que hacen en las ciudades de Judá y en las calles de Jerusalén? Los hijos recogen leña, los padres encienden el fuego y las mujeres amasan su masa para hacer pasteles a la reina del cielo y para derramar libaciones a otros dioses, para provocarme a la ira.

... para quemar incienso a la reina del cielo, y derramar libaciones para ella, como lo hemos hecho nosotros, nuestros padres, nuestros reyes y nuestros príncipes, en las ciudades de Judá, y en las calles de Jerusalén ...

## Referencias de la Biblia hebrea

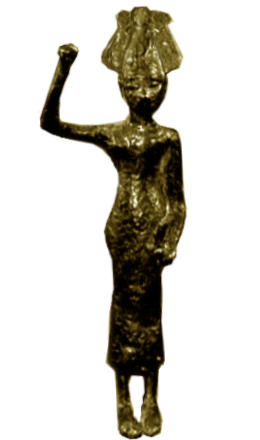
Estatuilla de Anat.

## Isis

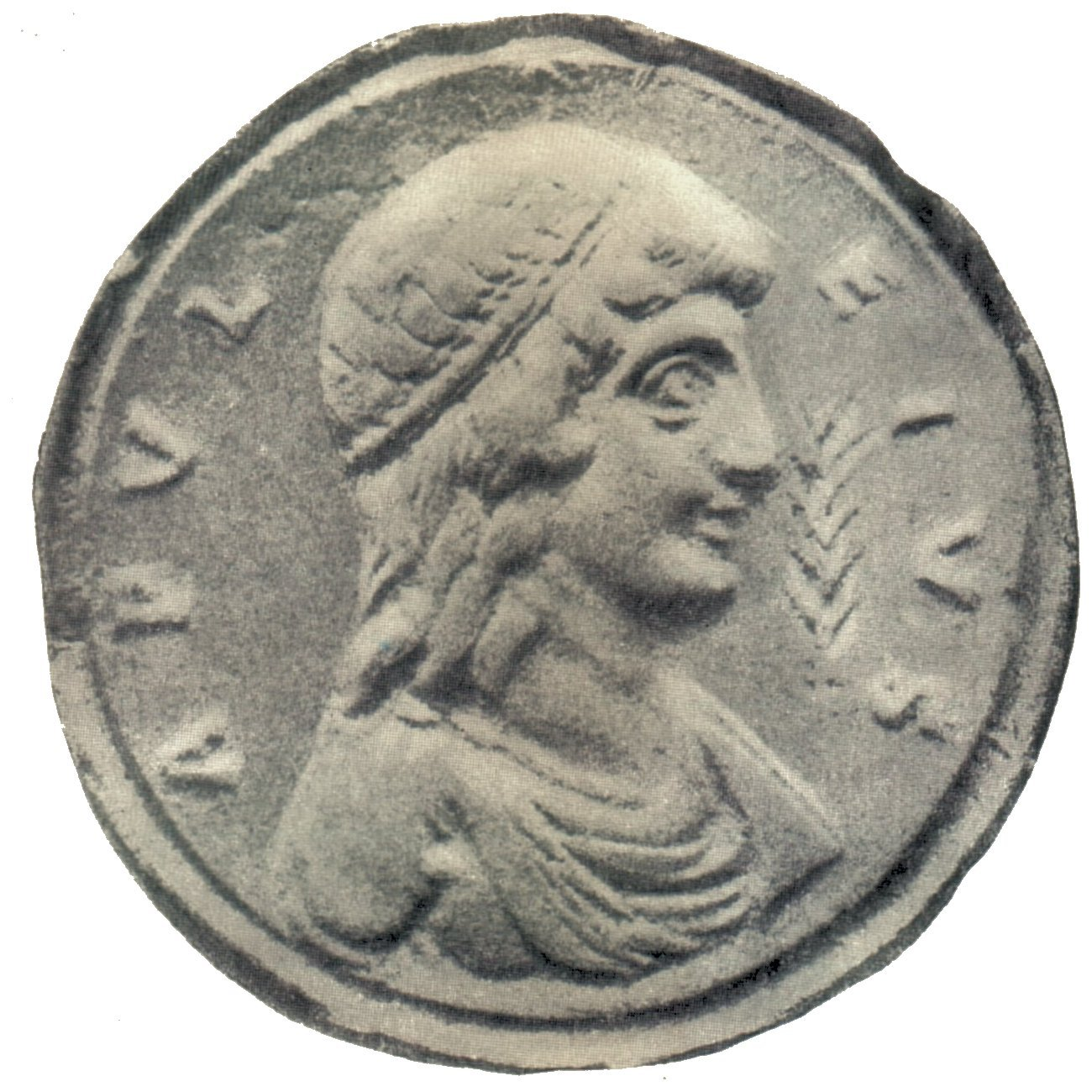
Retrato de Apuleyo en un medallón del.